# Finale della UEFA Europa League 2021-2022
La finale della 13ª edizione dell'Europa League si è disputata il 18 maggio 2022 allo stadio Ramón Sánchez-Pizjuán di Siviglia, in Spagna, tra i tedeschi dell'Eintracht Francoforte e gli scozzesi dei Rangers.
La partita si sarebbe dovuta disputare alla Puskás Aréna di Budapest ma, a causa dello spostamento della finale del 2020 per via della pandemia di COVID-19, le sedi già selezionate sono slittate all'anno successivo, comportando l'assegnazione a Siviglia della finale del 2022.
La finale è stata vinta dall'Eintracht Francoforte per 5-4 ai tiri di rigore dopo l'1-1 dei tempi supplementari. I tedeschi, al secondo successo nella manifestazione, hanno ottenuto il diritto di giocare contro i vincitori della UEFA Champions League 2021-2022, gli spagnoli del Real Madrid, nella Supercoppa UEFA 2022 e di qualificarsi, inoltre, direttamente alla fase a gironi della UEFA Champions League 2022-2023.

## Le squadre
| Squadre               | Partecipazioni precedenti (il grassetto indica la vittoria) |
| --------------------- | ----------------------------------------------------------- |
| Eintracht Francoforte | 1 (1980)                                                    |
| Rangers               | 1 (2008)                                                    |

## Antefatti
La finale del 2022 è il terzo incontro in competizioni UEFA tra Eintracht Francoforte e Rangers, dopo il precedente nelle semifinali della Coppa dei Campioni 1959-1960. Per i tedeschi si tratta della seconda presenza nell'atto conclusivo del torneo, dopo quello vinto nel 1980, mentre per l'allenatore Oliver Glasner è la prima apparizione. Pure per gli scozzesi si tratta della seconda finale nella competizione, dopo quella persa nel 2008, mentre il tecnico Giovanni van Bronckhorst è anch'egli all'esordio assoluto in panchina.

## Sede
La partita si è giocata allo stadio Ramón Sánchez-Pizjuán di Siviglia, in Spagna, che ha ospitato la finale di UEFA Europa League per la prima volta; mentre la città andalusa è tornata ad accogliere una gara conclusiva del torneo dopo quella del 2003, disputatasi invece al limitrofo stadio de la Cartuja. Alla riunione del Comitato Esecutivo UEFA a Kiev nel maggio 2018, lo stadio era stato inizialmente selezionato per ospitare la finale del 2021, ma, a causa dello spostamento della finale del 2020 per via della pandemia di COVID-19, le sedi già selezionate sono slittate all'anno successivo, comportando l'assegnazione a Siviglia della finale del 2022.

## Il cammino verso la finale

### Eintracht Francoforte
L'Eintracht Francoforte di Oliver Glasner viene inserito nel gruppo D insieme ai greci dell'Olympiacos, ai turchi del Fenerbahçe e ai belgi dell'Anversa. Nell'incontro d'esordio, i tedeschi pareggiano per 1-1 in casa contro il Fenerbahçe, prima di imporsi per 1-0 in trasferta sul campo dell'Anversa; nella doppia sfida contro l'Olympiakos arrivano altre due vittorie, un 3-1 interno e un 2-1 esterno. Il girone si chiude con due pareggi, quello casalingo per 2-2 contro i belgi e quello in trasferta per 1-1 sul terreno dei turchi, che determinano il primo posto in classifica con 12 punti conquistati, frutto appunto di tre vittorie e tre pari.
Agli ottavi di finale, l'Eintracht Francoforte è sorteggiato con gli spagnoli del Real Betis, battuti con un risultato complessivo di 3-2 tra andata, vinta per 2-1 in trasferta, e ritorno, pareggiato per 1-1 in casa dopo i tempi supplementari. Ai quarti di finale, i tedeschi affrontano un'altra squadra spagnola, il Barcellona, accreditato come favorito per la vittoria del torneo, eliminandolo con un aggregato totale di 4-3 nella doppia sfida, determinato dal pareggio per 1-1 al Deutsche Bank Park e dalla vittoria per 3-2 al Camp Nou. Nelle semifinali, i Die Adler incrociano gli inglesi del West Ham Utd, superandoli con un computo finale di 3-1 nel doppio confronto, vincendo sia all'andata a Londra per 2-1, sia al ritorno a Francoforte sul Meno per 1-0. Per i teutonici si tratta della seconda finale nella manifestazione, a distanza di quarantadue anni dall'ultima disputata.

### Rangers
I Rangers di Giovanni van Bronckhorst (subentrato a stagione in corso al posto dell'esonerato Steven Gerrard) iniziano il proprio cammino europeo dal terzo turno di qualificazione della Champions League, in cui vengono sconfitti dagli svedesi del Malmö FF con un risultato complessivo di 4-2 nel doppio confronto, perdendo sia in casa che in trasferta col punteggio di 2-1, ottenendo così il ripescaggio ai play-off di Europa League, dove hanno la meglio sugli armeni dell'Alaškert con un aggregato totale di 1-0 tra andata, vinta per 1-0 in Scozia (decide la rete di Alfredo Morelos) e ritorno, pareggiato per 0-0 in Armenia, che consente dunque l'accesso alla fase a gironi della competizione.
Gli scozzesi sono poi inseriti nel gruppo A insieme ai francesi dell'Olympique Lione, ai cechi dello Sparta Praga e ai danesi del Brøndby. Nella partita di debutto, i britannici perdono per 2-0 in casa contro l'Olympique Lione, prima di subire un'ulteriore sconfitta in trasferta per 1-0 ad opera dello Sparta Praga; nella doppia sfida contro il Brøndby arrivano una vittoria interna per 2-0 e un pareggio esterno per 1-1. Il girone si completa con un trionfo casalingo per 2-0 ai danni dei cechi ed un pari in trasferta per 1-1 sul campo dei francesi, che sanciscono il secondo posto in classifica con 8 punti conquistati, derivanti appunto da due successi, due pari e due sconfitte.
Nel turno di spareggio, i Rangers vengono sorteggiati contro i tedeschi del Borussia Dortmund, eliminati con un risultato complessivo di 6-4 tra andata, vinta per 4-2 in trasferta, e ritorno, pareggiato per 2-2 in casa. Agli ottavi di finale, gli scozzesi incontrano i serbi della Stella Rossa, battendoli con un punteggio totale di 4-2 nella doppia sfida, determinato dal successo casalingo per 3-0 e dall'ininfluente sconfitta esterna per 2-1. Ai quarti di finale, i britannici incrociano i portoghesi del Braga, superandoli con un computo globale di 3-2 nel doppio confronto, ottenuto in seguito alla sconfitta per 1-0 allo stadio Municipal e alla vittoria per 3-1 dopo i tempi supplementari all'Ibrox Stadium. Nelle semifinali, i Gers affrontano i tedeschi del RB Lipsia, eliminandoli con un risultato complessivo di 3-2 nel doppio incrocio, perdendo per 1-0 a Lipsia nella gara d'andata e vincendo per 3-1 in quella di ritorno a Glasgow. Per gli scozzesi si tratta della seconda finale nella manifestazione, a quattordici anni di distanza dall'ultima disputata.

### Tabella riassuntiva del percorso
Note: In ogni risultato sottostante, il punteggio della finalista è menzionato per primo. (C: Casa; T: Trasferta)
| Squadra               | Pt | G |
| --------------------- | -- | - |
| Eintracht Francoforte | 12 | 6 |
| Olympiacos            | 9  | 6 |
| Fenerbahçe            | 6  | 6 |
| Anversa               | 5  | 6 |

| Squadra         | Pt | G |
| --------------- | -- | - |
| Olympique Lione | 16 | 6 |
| Rangers         | 8  | 6 |
| Sparta Praga    | 7  | 6 |
| Brøndby         | 2  | 6 |

## Contesto
Allo stadio Ramón Sánchez-Pizjuán di Siviglia va in scena un'inedita finale tra Eintracht Francoforte, alla seconda finale nella competizione dopo quarantadue anni dall'ultimo trionfo, e Rangers, rivelazione del torneo alla seconda finale dopo quella persa nel 2008. L'allenatore dei tedeschi Glasner schiera la squadra col 3-4-2-1: davanti a Trapp, il terzetto di difensori è composto da Ndicka, Touré e Tuta. Sulle fasce agiscono Knauff e Kostić, mentre in mediana il capitano Rode è affiancato da Sow; sulla trequarti Lindstrøm e Kamada sono a supporto della punta Borré. Il tecnico degli scozzesi Van Bronckhorst opta invece per il 4-3-3: davanti a McGregor, la linea difensiva a quattro è formata dal capitano Tavernier e Barišić come terzini e da Goldson e Bassey come difensori centrali. A centrocampo Lundstram è il mediano davanti alla difesa, con ai suoi lati Jack e Kamara, mentre il tridente offensivo è formato da Kent e Wright coadiuvati al centravanti Aribo.

## La partita

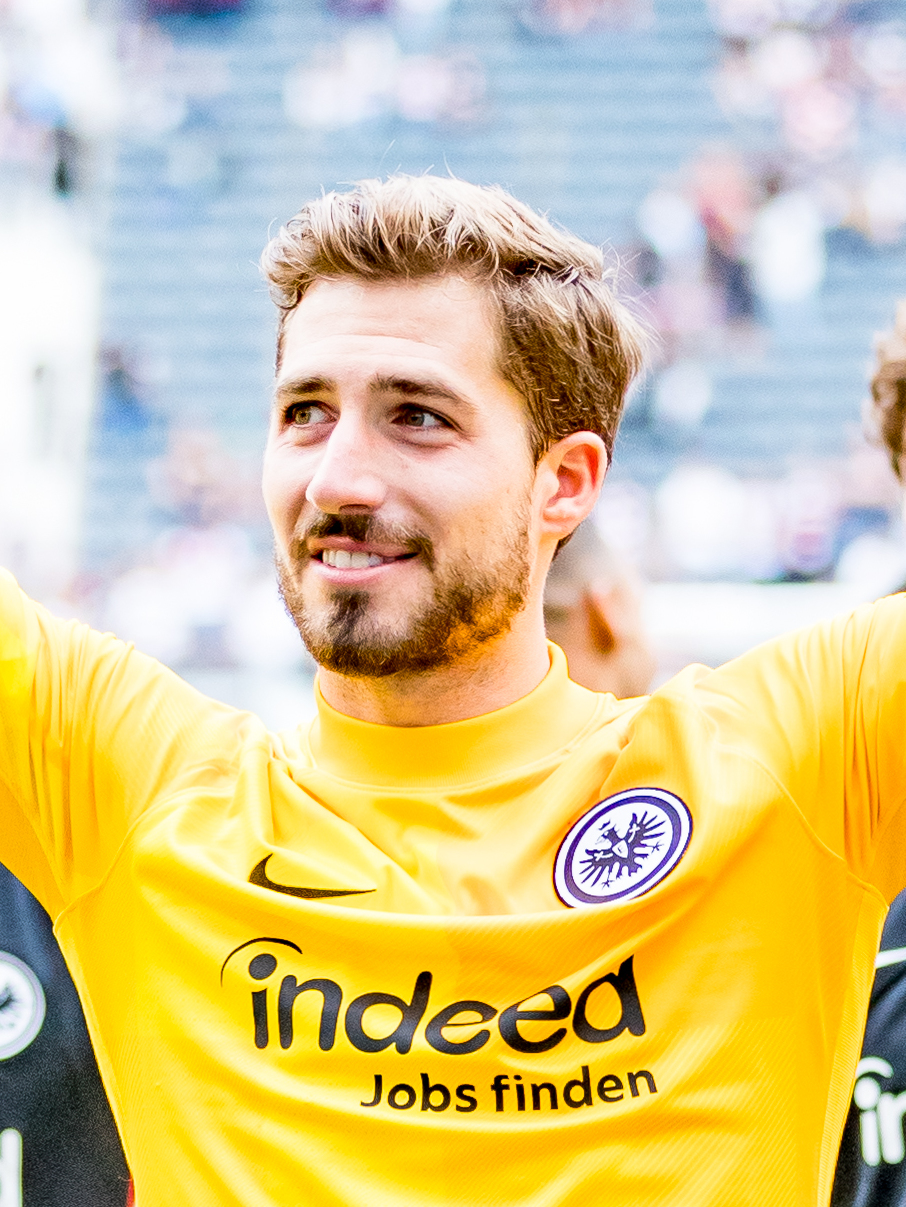
Kevin Trapp, autore di parate fondamentali per il trionfo tedesco e premiato come MVP della finale.

Dopo undici minuti di gioco, l'Eintracht Francoforte sfiora il vantaggio: Kamada sfrutta un rimpallo difensivo e calcia in porta da posizione ravvicinata, ma McGregor è bravo a respingere sia la sua conclusione che la successiva ribattuta a rete di Sow. Pochi minuti dopo, Knauff s'invola sulla fascia, dribbla Kamara e Barišić, e scocca il tiro dal limite dell'area, che viene però deviato in calcio d'angolo dal portiere degli scozzesi. Dopo un buon contropiede non finalizzato da Kostić, che calcia di poco a lato da posizione defilata, i Rangers riescono a rendersi per la prima volta pericolosi su palla inattiva al 35': Barišić trova in area Lundstram, il cui colpo di testa è tuttavia parato da Trapp, rifugiatosi in angolo. Il primo tempo si chiude dunque a reti inviolate, con la gara che vede più propositivi i tedeschi.
Nella seconda frazione di gioco è sempre l'Eintracht Francoforte a partire meglio, andando vicinissimo al vantaggio con un destro a giro di Lindstrøm al 49', deviato in angolo da Kamara a portiere battuto. Al 57' sono però i Rangers a passare sorprendentemente avanti: Tuta scivola sul retropassaggio di Sow, spalancando la via del gol ad Aribo, che a tu per tu con Trapp non sbaglia portando gli scozzesi sull'1-0. I tedeschi non si abbattono e, dopo aver sfiorato il gol con Kamada, trovano il pareggio al 69': Borré è abile ad anticipare sia Goldson che Bassey all'interno dell'area di rigore, ribadendo poi in rete un cross rasoterra di Kostić. Dopo un potente diagonale dello stesso Kostić nei minuti di recupero, terminato di poco a lato, la gara si chiude sul risultato di 1-1, rendendo quindi necessari i tempi supplementari.
Il primo supplementare è avaro di emozioni, complice la stanchezza e i nervi tesi, dove è da segnalarsi solamente una conclusione da fuori area da parte di Barišić, la quale viene prontamente neutralizzata dall'estremo difensore dei tedeschi. Nel secondo tempo supplementare entrambe le formazioni sfiorano invece la rete del sorpasso: al 113' il tiro dalla distanza del subentrato Jakić termina di poco alto sopra la traversa di McGregor; mentre al 117' è Trapp a compiere un miracolo sulla conclusione ravvicinata di Kent, col subentrante Davis che non riesce a segnare sulla seguente ribattuta. Nell'ultimo minuto di recupero, gli scozzesi hanno un ottimo calcio di punizione dalla trequarti, ma Trapp neutralizza il tiro di Tavernier, dilungando così il confronto ai tiri di rigore.
Dal dischetto entrambe le squadre realizzano i primi tre calci di rigore: per i Rangers vanno a segno Tavernier, Davis e Arfield; mentre per l'Eintracht Francoforte segnano Lenz, Hrustic e Kamada. Dopo che Ramsey si fa parare il proprio rigore da Trapp, Kostić supera McGregor dando il vantaggio ai tedeschi. Roofe trasforma dagli undici metri per tenere vive le speranze degli scozzesi, ma è poi Borré a mettere la parola fine alla gara sul punteggio di 5-4 (6-5 totale), consegnando ai teutonici la seconda Europa League della loro storia.

## Tabellino

### Dettagli
La squadra "di casa" (ai fini amministrativi) è stata determinata da un sorteggio aggiuntivo effettuato dopo il sorteggio dei quarti di finale.
| Arbitro: | Slavko Vinčić |

|                                  |                      |                                      |
| Borré 69’                        | Marcatori            | 57’ Aribo                            |
| Lenz Hrustic Kamada Kostić Borré | Tiri di rigore 5 – 4 | Tavernier Davis Arfield Ramsey Roofe |

| Eintracht Francoforte | Rangers |

| P               | 1  | Kevin Trapp         |  |      |
| D               | 35 | Tuta                |  | 58’  |
| D               | 18 | Almamy Touré        |  |      |
| D               | 2  | Evan Ndicka         |  | 100’ |
| C               | 36 | Ansgar Knauff       |  |      |
| C               | 8  | Djibril Sow         |  | 106’ |
| C               | 17 | Sebastian Rode      |  | 90’  |
| C               | 10 | Filip Kostić        |  |      |
| C               | 29 | Jesper Lindstrøm    |  | 70’  |
| C               | 15 | Daichi Kamada       |  |      |
| A               | 19 | Rafael Santos Borré |  |      |
| A disposizione: |    |                     |  |      |
| P               | 31 | Jens Grahl          |  |      |
| D               | 22 | Timothy Chandler    |  |      |
| D               | 24 | Danny da Costa      |  |      |
| D               | 25 | Christopher Lenz    |  | 100’ |
| C               | 6  | Kristijan Jakić     |  | 90’  |
| C               | 7  | Ajdin Hrustic       |  | 106’ |
| C               | 20 | Makoto Hasebe       |  | 58’  |
| C               | 27 | Aymen Barkok        |  |      |
| A               | 9  | Sam Lammers         |  |      |
| A               | 21 | Ragnar Ache         |  |      |
| A               | 23 | Jens Petter Hauge   |  | 70’  |
| A               | 39 | Gonçalo Paciência   |  |      |
| Allenatore:     |    |                     |  |      |
| Oliver Glasner  |    |                     |  |      |

| P                        | 1  | Allan McGregor  |     |      |      |
| D                        | 2  | James Tavernier |     |      |      |
| D                        | 6  | Connor Goldson  |     |      |      |
| D                        | 3  | Calvin Bassey   |     |      |      |
| D                        | 31 | Borna Barišić   |     | 117’ |      |
| C                        | 8  | Ryan Jack       |     | 74’  |      |
| C                        | 4  | John Lundstram  |     |      |      |
| C                        | 14 | Ryan Kent       |     |      |      |
| C                        | 23 | Scott Wright    | 73’ | 74’  |      |
| C                        | 18 | Glen Kamara     |     | 91’  |      |
| A                        | 17 | Joe Aribo       | 62’ | 101’ |      |
| A disposizione:          |    |                 |     |      |      |
| P                        | 28 | Robby McCrorie  |     |      |      |
| P                        | 33 | Jon McLaughlin  |     |      |      |
| D                        | 26 | Leon Balogun    |     |      |      |
| D                        | 43 | Leon King       |     |      |      |
| C                        | 10 | Steven Davis    |     | 74’  |      |
| C                        | 16 | Aaron Ramsey    |     |      | 117’ |
| C                        | 19 | James Sands     |     | 101’ |      |
| C                        | 37 | Scott Arfield   |     | 91’  |      |
| C                        | 51 | Alex Lowry      |     |      |      |
| A                        | 9  | Amad Diallo     |     |      |      |
| A                        | 25 | Kemar Roofe     |     | 117’ |      |
| A                        | 30 | Fashion Sakala  |     | 74’  | 117’ |
| Allenatore:              |    |                 |     |      |      |
| Giovanni van Bronckhorst |    |                 |     |      |      |

| Assistenti arbitrali: Tomaž Klančnik (Slovenia) Andraž Kovačič (Slovenia) Quarto ufficiale: Srđan Jovanović (Serbia) VAR: Pol van Boekel (Paesi Bassi) Assistenti al VAR: Jure Praprotnik (Slovenia) Alejandro Hernández Hernández (Spagna) Roberto Díaz Pérez del Palomar (Spagna) | Regole dell'incontro - due tempi regolamentari da 45 minuti ciascuno; - due tempi supplementari da 15 minuti ciascuno in caso di parità; - tiri di rigore in caso di ulteriore parità; inizialmente cinque per squadra, e a oltranza fino a spareggio in caso di ulteriore parità; - numero massimo di 23 giocatori per squadra a referto (11 in campo e 12 come potenziali sostituti); - cinque sostituzioni permesse nei tempi regolamentari; una sesta permessa nei tempi supplementari. |

## Statistiche
| Statistiche       | Eintracht Francoforte | Rangers |
| ----------------- | --------------------- | ------- |
| Reti segnate      | 0                     | 0       |
| Tiri totali       | 11                    | 3       |
| Tiri in porta     | 3                     | 1       |
| Parate            | 1                     | 3       |
| Possesso palla    | 41%                   | 59%     |
| Calci d'angolo    | 4                     | 2       |
| Falli commessi    | 7                     | 3       |
| Fuorigioco        | 0                     | 1       |
| Cartellini gialli | 0                     | 0       |
| Cartellini rossi  | 0                     | 0       |

| Statistiche       | Eintracht Francoforte | Rangers |
| ----------------- | --------------------- | ------- |
| Reti segnate      | 1                     | 1       |
| Tiri totali       | 6                     | 3       |
| Tiri in porta     | 1                     | 1       |
| Parate            | 0                     | 1       |
| Possesso palla    | 53%                   | 47%     |
| Calci d'angolo    | 5                     | 0       |
| Falli commessi    | 4                     | 7       |
| Fuorigioco        | 2                     | 1       |
| Cartellini gialli | 0                     | 2       |
| Cartellini rossi  | 0                     | 0       |

| Statistiche       | Eintracht Francoforte | Rangers |
| ----------------- | --------------------- | ------- |
| Reti segnate      | 0                     | 0       |
| Tiri totali       | 5                     | 8       |
| Tiri in porta     | 0                     | 4       |
| Parate            | 4                     | 0       |
| Possesso palla    | 46%                   | 54%     |
| Calci d'angolo    | 2                     | 0       |
| Falli commessi    | 7                     | 0       |
| Fuorigioco        | 0                     | 0       |
| Cartellini gialli | 0                     | 0       |
| Cartellini rossi  | 0                     | 0       |

| Statistiche       | Eintracht Francoforte | Rangers |
| ----------------- | --------------------- | ------- |
| Reti segnate      | 1                     | 1       |
| Tiri totali       | 22                    | 14      |
| Tiri in porta     | 4                     | 6       |
| Parate            | 5                     | 4       |
| Possesso palla    | 47%                   | 53%     |
| Calci d'angolo    | 11                    | 2       |
| Falli commessi    | 18                    | 10      |
| Fuorigioco        | 2                     | 2       |
| Cartellini gialli | 0                     | 2       |
| Cartellini rossi  | 0                     | 0       |